# Рябикин, Иван Васильевич
Иван Васильевич Рябикин (1845 — 1942, Орджоникидзе, Северная Осетия, СССР) — российский и советский гражданский инженер, архитектор. По его проектам были построены различные здания во Владикавказе, некоторые из которых сегодня являются объектами культурного наследия России федерального и регионального значения.
Родился в 1845 году. В 1900 году окончил Институт гражданских инженеров имени Николая I в Санкт-Петербурге, после чего приехал во Владикавказ, где работал с 1901 по 1906 года младшим инженером Терского областного управления во Владикавказе. Занимался проектированием зданий во Владикавказе.
Некоторое время, со слов представителей рода Рябикиных, Иван Васильевич проживал в селе Солдато-Александровское , Ставропольской губернии.
Скончался в 1942 году.
Награды
- Орден Святого Станислава 3 степени[2]

## Проекты и постройки
Объекты культурного наследия России
- Зрелищное здание на Марьинской улице
- Автор проекта Народного дома. В связи с началом Первой мировой войны проект не был завершён[3]. Были построены только фундамент и цокольная часть Народного дома. В советское время на этом фундаменте был построен современный Северо-Осетинский театр оперы и балета по проекту архитектора Будаевой[4]
- Торговый дом Оганова на Александровском проспекте
- Здание Музея Терской области. Проект не завершён.
- Военное реальное училище (сегодня — здание современного горно-металлургического техникума)
- Доходный дом Воробьёва на Лорис-Меликовской улице
- Особняк Ястремского на Гимназической улице
- Особняк барона Штейнгеля на территории парка имени Коста Хетагурова.

Другие объекты
- Никольская церковь в станице Новоосетинская Моздокского района